# ثقافة النرجسية (كتاب)
ثقافة النرجسية : هو كتاب صدر عام (1979) من قبل المؤرخ الثقافي كريستوفر لاشش وفاز بجائزة الكتاب الوطني الأمريكي لعام 1980م.

## موضوع الكتاب
يرى لاش أن المجتمعات الرأسمالية أنتجت أفرادا ذوي نزعات نرجسيّة، فهم يهربون من أي علاقة تحتاج إلى الالتزام أو المسئولية، ويعشقون الشهرة والمتع السريعة.

## بعض الطبعات
- نورتون 1979 م : (ردمك 0-393-01177-1)
- وارنر بوكس (نيويورك) 1980م : (ردمك 0-446-97495-1).
- نورتون؛ الطبعة المنقحة (أيار / مايو 1991): (ردمك 978-0-393-30738-2)